# Pabellonia olganoguerae
Pabellonia olganoguerae is een eenoogkreeftjessoort uit de familie van de Darcythompsoniidae. De wetenschappelijke naam van de soort is voor het eerst geldig gepubliceerd in 2000 door Gómez.